# Per Geijermalmen

Per Geijermalmen, ofta bara Per Geijer och tidigare kallad Lappmalmen, är en malmkropp som ligger 600 meter norr om den malmfyndighet som bryts i gruvan i Kirunavaara. I malmkroppen finns såväl järnmalm som sällsynta jordartsmetaller och fosfor, den sistnämnda i form av mineralen apatit.
Gruvfyndigheten ligger under ett för Gabna sameby viktigt område, som renarna måste passera igenom på vandring från en betesplats till en annan. Samebyn är redan mycket påverkad av det statliga gruvbolaget LKAB:s gruvverksamhet. Företrädare för samebyn har yttrat oro för att kommande malmbrytning i Per Geijer kan omöjliggöra deras renskötsel.
Malmkroppen är uppkallad efter geologen Per Geijer.